# 사냐 말호트라
사냐 말호트라(힌디어: सानिया मल्होत्रा, 영어: Sanya Malhotra, 1992년 12월 25일 ~ )는 인도의 배우이다.